# 周毓麟
周毓麟（1923年2月12日—2021年3月2日），男，原籍浙江镇海，生于上海，中国计算数学家、力学家，中国科学院院士。

## 生平
1923年2月，周毓麟生于上海，原籍浙江省镇海庄市。1945年，毕业于上海大同大学数学系。1946年，任中央研究院数学研究所助理研究员。1949年后，先后在清华大学、北京大学的数学力学系任教。1954年~1957年，留学于苏联莫斯科大学数学力学系，师从女数学家奥尔加·奥列尼克，获物理数学科学副博士学位。回国后任职于核工部。1982年获得国家自然科学奖一等奖。1991年，当选为中国科学院院士。主要成就是核武器的数学模拟和物理过程的数学模拟。1997年，获得华罗庚数学奖。

## 著作
- 《周毓麟论文集》科学出版社1992